# As Cities Burn
As Cities Burn est un groupe de post-hardcore américain, originaire de Mandeville, en Louisiane. Ils comptent trois albums studio entre 2002 et 2009. Leur premier album, Son, I Loved You at Your Darkest, est publié en 2005. Deux ans plus tard, ils sortent Come Now Sleep. Puis, en 2009, As Cities Burn publie leur troisième et dernier album, Hell or High Water. En décembre 2017, As Cities Burn se réunit pour une tournée avec Emery.

## Biographie

### Débuts (2002–2006)
En tant que groupe indépendant, le groupe attire l'attention de Solid State Records, une succursale de Tooth and Nail Records, qui les signe en 2004. Ils publient leur premier album, Son, I Loved You at Your Darkest, le 21 juin 2005, et participe à la tournée Solid State's Young Bloods Tour avec The Chariot, Showbread, et He Is Legend. En 2006, ils tournent avec The Bled, Protest the Hero et Sincebyman. Ils jouent deux concerts en soutien à leur album : 21 juin au Covington, en Louisiane, et le 22 juin au Vinos, à Little Rock.
Son, I Loved You at Your Darkest se caractérise par un son post-hardcore. L'album comprend de screams agressifs de TJ Bonnette, et des morceaux aux chœurs de son petit frère, Cody Bonnette.

### Pause etCome Now Sleep(2006–2008)
Le 10 mars 2006, le groupe annonce la séparation de As Cities Burn, mais au début de juillet — à la demande insistante des fans — décide de rester. Sa dernière représentation scénique s'effectue en août 2006 au House of Blues à La Nouvelle-Orléans. Cependant, encore une fois le groupe décide de rester, cette fois pour enregistrer un nouvel album. En été 2006, à ce que deviendra leur dernière tournée, ils se séparent du bassiste Pascal Barone, peu après avoir annoncé rester ensemble. Pour le reste de la tournée, le groupe recrute Robert Chisolm, chanteur du groupe Jonezetta. Après la tournée, le groupe revient chez lui pour enregistrer un album, avec le guitariste Colin Kimble à la basse.
Le groupe publie une démo sur MySpace et PureVolume issue de leur prochain album, enregistrée au début de 2007. Le changement de style vocal est dû au départ de TJ Bonnette, premier chanteur de As Cities Burn. Le guitariste Cody, qui était aux morceaux vocaux clairs, le remplace. TJ joue son dernier concert avec As Cities Burn à la fin janvier 2007 au Highground de Metarie.
As Cities Burn passe les mois de février et mars 2007 à enregistrer son nouvel album. Le 12 avril 2007, As Cities Burn confirme le titre du deuxième album, Come Now Sleep.  L'album est publié le 14 août 2007. Le 8 juin, à minuit, le morceau This Is It, This Is It est posté sur MySpace et PureVolume. Le 2 juillet, un second morceau, Empire, suit sur leur page PureVolume. À la fin 2007, entre le 3 novembre et le 4 décembre, le groupe tourne aux côtés de Dear and the Headlights, The Photo Atlas with Paulson, et So Long Forgotten.

### Hell or High Wateret fin (2008–2009)
Au printemps 2008, As Cities Burn poste un bulletin sur MySpace annonçant un nouvel album. Ils l'enregistrent en mars 2008. Le 7 septembre 2008, ils postent un autre bulletin expliquant qu'ils ont trois semaines pour conclure l'album. Le 2 janvier 2009, le groupe publie le morceau Gates sur MySpace, qui a déjà été joué à plusieurs reprises pendant leurs concerts. Le 10 janvier, pendant leur concert au Texas, ils jouent '84 Sheepdog. Le 30 mars, '84 Sheepdog est posté sur MySpace. Les morceaux postés incluent Into the Sea, Pirate Blues et Errand Rum. L'album Hell or High Water est publié le 21 avril 2008.
Lors d'un entretien au HM Magazine, Cody Bonnette explique que « le rêve c'est de ne jamais le briser, puis ça commence à craindre de plus en plus, puis ça finit par se faner. » Cependant, le 15 juillet 2009, As Cities Burn annonce sa séparation sur MySpace.

### Retour et deuxième fin (2011–2016)
Le 30 août 2011, As Cities Burn met à jour ses comptes Facebook et Twitter. Ils annoncent un concert dans lequel ils joueront leur premier album dans son intégralité .
En juillet 2012, ils effectuent une mini-tournée avec le groupe britannique The Elijah, aux côtés de The Sugarmill, Stoke et Summerjam/Deadbolt Clubnight au Zoo, Manchester. Le 9 octobre 2012, As Cities Burn est annoncé pour toutes les dates du Farewell Tour d'Underoath avec MewithoutYou et Letlive au début de 2013. Stephen Keech, ancien chanteur du groupe de metalcore chrétien Haste the Day est annoncé au sein du groupe à la basse en tournée.
Le 1er juin 2015, le groupe publie le clip d'un nouveau morceau, Prince of Planet Earth, sur YouTube, son premier en six ans. En juillet 2015, ils publient un autre morceau intitulé Goldmine. Le 3 août 2016, le groupe rajoute à sa formation le chanteur de Haste the Day Stephen Keech à la basse et a uchant avant de cesser de nouveau ses activités.

### Retour (depuis 2017)
À la fin 2017, As Cities Burn annonce une tournée avec Emery. Les groupes Loyals et In Your Memory seront aussi de la tournée. En février 2018, le groupe est annoncé pour l'Audiofeed Festival 2018 du 5 au 7 juillet.

## Membres

### Membres actuels
- Cody Bonnette – chant clair, (2002–2007), chant (2007–2009, 2011–2016), guitare, claviers, programmation (2007–2009, 2011–2016, depuis 2017)
- TJ Bonnette – screaming, programmation, piano (2002–2007, 2011-2016, depuis 2017)
- Aaron Lunsford – batterie, percussion (2003–2009, 2011–2016, depuis 2017)
- Stephen Keech – basse, chœurs (live 2012–2013, 2015–2016 ; 2016, depuis 2017)

### Anciens membres
- Bryan Dixon – batterie (2002–2003)
- Pascal Barone – basse (2002–2006)
- Colin Kimble – basse, (2006–2009, 2011–2014) guitare, (2002–2006, 2014–2016), chœurs (2002–2009, 2011–2016)
- Chris Lott – guitare, chœurs (2006–2009, 2011–2016)

## Discographie

### Albums studio
- 2005 : Son, I Loved You at Your Darkest (Solid State Records)
- 2007 : Come Now Sleep (Solid State Records/Tooth and Nail Records)
- 2009 : Hell or High Water (Tooth and Nail Records)

### EP
- 2002 : As Cities Burn EP
- 2003 : As Cities Burn EP
- 2007 : The EP